# Gabriel Boric
Gabriel Boric Font, född 11 februari 1986 i Punta Arenas, är en chilensk politiker. Han är Chiles president sedan 11 mars 2022.

## Biografi
Boric, vars föräldrar är av kroatisk och katalansk härkomst, växte upp i Punta Arenas i södra Chile. 2004 inledde han studier i juridik vid Universidad de Chile i Santiago men tog aldrig examen. 2011–2012 var han ordförande för Chiles studentfederation (FECH), och kom att bli en huvudperson under studentprotesterna i Chile 2011.
Från 2014 var Boric ledamot av Chiles deputeradekammare för regionen Magallanes y de la Antártica Chilena. I januari 2017 deltog han i grundandet av vänsterkoalitionen Frente Amplio. I november 2018 var han även med och grundade vänsterpartiet Convergencia Social, som ingår i Frente Amplio. I samband med protesterna i Chile 2019 deltog Boric i de förhandlingar som kom att leda till en folkomröstning om en ny grundlag. I omröstningen, som hölls i oktober 2020, röstade 78 procent för att ersätta den befintliga grundlagen, som instiftades under diktatorn Augusto Pinochet 1980.
I presidentvalet 2021 kandiderade Boric för vänsterkoalitionen Frente Amplio. Den 19 december valdes han som ny president med 56 procent av rösterna och besegrade därmed motkandidaten José Antonio Kast, som bland annat Dagens Nyheter har beskrivit som högerextrem. Boric tillträdde presidentposten den 11 mars 2022, och efterträdde Sebastián Piñera. Han är den yngste presidenten i Chiles historia, och leder även den första chilenska regeringen där en majoritet av ministrarna är kvinnor.
Boric hade år 2019-2023 ett förhållande med Irina Karamanos. Hon är utbildad antropolog och medlem i samma parti som Boric. Hon sa under valkampanjen att hon om Boric vinner kommer att omdefiniera de uppgifter landets första dam har, för att få en mer feministisk inriktning som är bättre anpassad till dagens samhälle.

## Utmärkelser
- Time 100,  23 maj 2022[9]
- Kung Tomislavs stororden,  12 december 2022
- Storkors med kedja av Boyacaorden,  9 januari 2023[10]
- Storkors med kedja av Södra korsets orden,  5 augusti 2024[11]
- Kedja av Chilenska förtjänstorden
- Storkors av Bernardo O'Higgins-orden

[Redigera Wikidata]